# Klement Šťastný

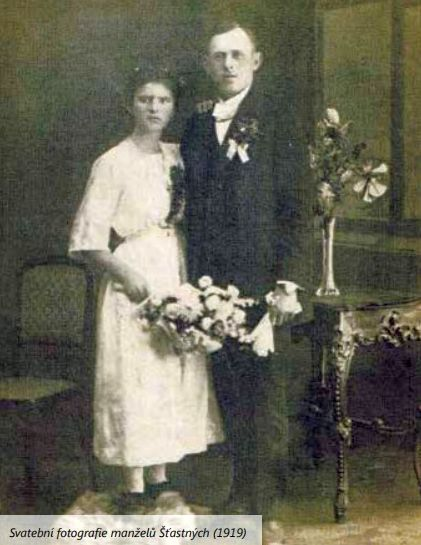
Klement Šťastný, svatební fotografie

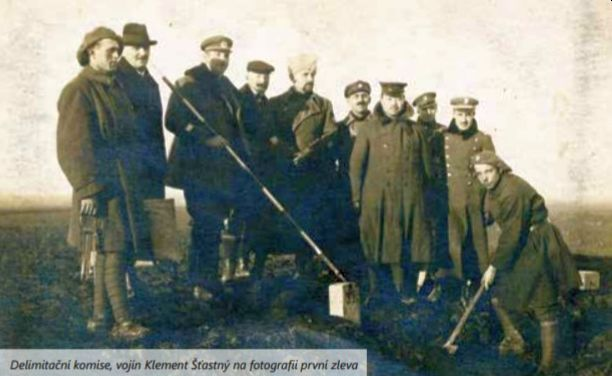
Delimitační komise při vytyčování hranice mezi Československem a Polskem r. 1920

Klement Šťastný (4. května 1897, Stupava – 11. listopadu 1920, Nýdek) byl vojín Československé armády, příslušník delimitační a rozhraničovací komise při vytyčování hranice mezi Československem a Polskem ve Slezsku během československo-polského sporu o Těšínsko, zabitý při výkonu služby militatními nacionalisty.
Šťastný se vyučil stolařem a v roce 1920 bydlel v Záblatí u Bohumína. Byl ženatý, jeho manželkou byla Anna Šťastná, roz. Dworzaková (nar. 3. 2. 1898 v Záblatí), měli dceru Klementinu Mališovou, roz. Šťastnou. Vojenskou prezenční službu vykonával u 3. praporu pěšího pluku č. 3 „Jana Žižky“ v Kroměříži. Právě třetímu praporu uvedeného pěšího pluku, který se od října 1920 do ledna 1921 nacházel ve Fryštátě, byl přidělen rozhraničovací úkol během československo-polského sporu o Těšínsko.

## Okolnosti události
Dne 11. listopadu 1920 pracovala skupina měřičů delimitační komise při vytyčování hranice mezi Československem a Polskem na jižním svahu Čantoryje necelých 500 m od jejího vrcholu. Jednalo se o dva československé geometry Karla Malinu a Františka Brože. Z Polska to pak byli dva geometři Bruno Oleński a Leopold Szeliga a pět figurantů. V půl dvanácté se ze směru od chaty pod horou Čantoryje blížila k pracovníkům skupina 16 – 18 mladých mužů. Vypadali jako turisté. Zeptali se, zda mohou přejít na českou stranu, a když dostali kladnou odpověď, znenadání se otočili na pracovníky komise a vyzvali je, aby zvedli ruce. Byli vyzbrojeni revolvery a jeden z nich měl pušku. Všechny prohledali a ptali se na dr. Roszku. Mezitím padl výstřel. Geometr František Brož byl raněn do nohy a upadl na zem. Na tento signál vytáhli útočníci lískové hole. Geometrům Leopoldu Szeligovi a Wilhelmu Caletkovi, který byl v uniformě polského vojáka, útočníci dovolili odejít, ostatní členy delimitační komise ztloukli holemi do bezvědomí. Za dva dny byl nedaleko místa činu nalezen zastřelený československý voják a figurant, vojín Klement Šťastný.

## Památka
- Na místě tragické události zřídila Československá obec legionářská v roce 2015 kříž s pamětní tabulí. (49°40′31,49″ s. š., 18°48′29,53″ v. d.)
- Dne 11. listopadu 2017 udělil ministr obrany ČR Martin Stropnický Klementu Šťastnému ocenění – Záslužný kříž III. třídy ministra obrany České republiky in memoriam.